# Sabiduría de los grupos
La Sabiduría de los Grupos: Por qué los muchos son más inteligentes que los pocos y cómo la sabiduría colectiva da forma a los negocios, economía, sociedades y naciones, publicado por primera vez en 2004, es un popular libro escrito por James Surowiecki acerca de la combinación de la información en grupos, que termina en decisiones que, argumenta él, son a menudo mejores que las que podrían haber sido tomadas por un solo miembro del grupo. El libro presenta numerosos casos estudiados y anécdotas para ilustrar su argumento, y recorre varios campos del saber, principalmente economía y psicología.
La anécdota inicial cuenta la sorpresa de Francis Galton cuando en la feria del condado una muchedumbre dedujo con precisión el peso de un buey cuando sus estimaciones individuales eran aproximadas (y la mediana estadística estuvo más cerca del verdadero peso del buey que las estimaciones por separado de la mayoría de los miembros de la muchedumbre, y también más cercana que cualquiera de las estimaciones de los expertos en ganado).
El libro habla más de diversas colecciones de individuos decidiendo independientemente que de psicología multitudinaria tal como es tradicionalmente entendida. Hay paralelos con la teoría estadística de muestreo- una colección de individuos decidiendo independientemente tiende a ser más representativa del universo de posibles resultados, produciendo por eso una mejor predicción.
El título alude al libro de Charles Mackay, Extraordinarias alucinaciones populares y locura de las masas, publicado en 1843.

## Tipos de sabiduría de las masas
El autor clasifica las ventajas de las decisiones no organizadas en tres categorías principales:
- Cognición: juicio de mercado, que puede ser mucho más rápido, más confiable, y menos sujeto a fuerzas políticas que las deliberaciones de los expertos, o comités específicos.
- Coordinación del comportamiento, como optimizar la utilización de restaurantes populares, o prevenir los choques en el flujo del tránsito. El libro está lleno de ejemplos de economía experimental, pero esta sección depende más de experimentos que suceden naturalmente, como peatones optimizando el flujo sobre el pavimento, o el excedente de gente en restaurantes populares. Examina cómo la percepción común en una cultura permite juicios notablemente precisos sobre reacciones específicas de otros miembros de la cultura.
- Cooperación: cómo los grupos de gente pueden formar redes de confianza sin que un sistema central controle su comportamiento o directamente fuerce su acatamiento. Esta sección es especialmente favorable al libre mercado.

## Cuatro elementos requeridos para formar una masa sabia
No todas las masas (grupos) son sabias. Considere, por ejemplo, a las multitudes o a inversionistas enloquecidos en una burbuja de mercado. ¿Qué criterio clave separa las masas sabias de aquellas irracionales?
- Diversidad de opinión: cada persona debería tener información privada aun si es solo una interpretación excéntrica de los hechos conocidos.
- Independencia: las opiniones de la gente no deberían ser determinadas por las opiniones de los que los rodean.
- Descentralización: la gente debería poder especializarse y recurrir al conocimiento local.
- Combinación: existen algunos mecanismos para convertir los juicios privados en decisiones colectivas.

## Fallos de la inteligencia de la masa
Surowiecki estudia situaciones (como burbuja de mercado) en las que la masa produce un juicio muy malo, y argumenta que en ese tipo de situaciones la cooperación de la inteligencia falló porque (de una u otra manera) los miembros de la masa eran demasiado conscientes de las opiniones de los demás y empezaron a emularse unos a otros más que a pensar por sí mismos. Proporciona resultados experimentales de masas influenciadas por un orador persuasivo, lo que le lleva a la conclusión de que la principal razón por la que los grupos actúan de manera uniforme es que el sistema de decisión presenta una falla sistémica.
Surowiecki asegura que lo que ocurre cuando el entorno de toma de decisiones no está preparado para aceptar al grupo es que se pierden los beneficios de los juicios personales y la información privada, y el grupo sólo puede lograr el nivel de acierto de su miembro más capaz, en lugar de superar dicho nivel, como se demuestra en el libro que es posible en otros casos. Casos detallados de fracasos históricos incluyen:
- Demasiada centralización: el desastre del transbordador espacial Columbia, del que el autor del libro culpa a una burocracia demasiado jerarquizada en la NASA, totalmente cerrada a la sabiduría de los ingenieros de bajo rango.
- Demasiada división: La comunidad que forman los cuerpos de inteligencia americanos fue incapaz de evitar los ataques del 11 de septiembre de 2001 en parte porque la información que poseía una subdivisión no era accesible a otra. El argumento de Surowiecki es que los grupos (en este caso el de analistas de los cuerpos de inteligencia) trabajan mejor cuando escogen por sí mismos el tema de su trabajo y la información que necesitan. Para reforzar este punto de vista cita el aislamiento del virus SARS como ejemplo de un caso en el que el libre flujo de información permitió a los laboratorios del mundo coordinar sus búsquedas.
- Demasiada imitación: Donde las decisiones sean visibles y hechas en secuencia, puede producirse una "catarata de información" en la que sólo los primeros en tomar decisiones pueden ganar algo al contemplar las decisiones disponibles: una vez que esto ha ocurrido, para el resto de agentes decisores puede ser más útil limitarse a copiar a aquellos a su alrededor.

## ¿Es posible un exceso de conexiones?
Surowiecki habló sobre Individuos Independientes y Grupos Sabios, o ¿Es Posible Estar Demasiado Conectado?.
La pregunta, para todos nosotros, es, ¿cómo se puede conseguir una interacción sin cataratas de información y sin la pérdida de independencia, que es un factor tan importante en los grupos inteligentes?
Sus recomendaciones son las siguientes:
- Mantener lazos flojos entre los miembros
- Cada miembro debe estar expuesto a tanta información como sea posible
- Hacer grupos cuyos miembros procedan de grados diferentes en la jerarquía

Tim O'Reilly y otros también discuten el éxito de Google Inc., las wikis, los blogs y la Web 2.0 en el contexto de la sabiduría de los grupos.

## Perspectiva y preguntas sabias
Surowiecki discute el éxito de los mercados de predicción. Similares a los métodos Delphi pero distintos de los sondeos de opinión, los mercados de predicción de la información formulan preguntas del tipo "¿Quién piensa usted que ganará las siguientes elecciones?" y obtienen resultados bastante acertados. Es interesante observar que si la pregunta es "¿Por quién votará usted?", el resultado del sondeo no es tan correcto. Cuando las personas tienen la oportunidad de formular una opinión relativa al resultado, en lugar de informar acerca de su elección, la opinión conjunta (sabiduría del grupo) suele ser correcta.

## Aplicaciones
Surowiecki defiende con fuerza los beneficios de los mercados de toma de decisiones, y lamenta el fracaso del controvertido Mercado de Análisis de Políticas de DARPA. Señala que el éxito de mercados públicos y los internos corporativos pone en evidencia que un grupo de individuos con diversos puntos de vista pero la misma motivación, hacer una buena predicción, puede producir un resultado conjunto muy preciso. Según Surowiecki, las predicciones conjuntas han demostrado ser más fiables que las proporcionadas por ningún individuo particular. También defiende extensiones de los mercados existentes incluso en áreas tales como la actividad terrorista, y mercados de predicción dentro de las compañías. 
Para ilustrar sus tesis argumenta que un editor es capaz de publicar material más atractivo confiando en autores individuales que si dispone de un equipo bajo contrato al que se suministran ideas diversas. Esto se debe a que los autores individuales son capaces de abarcar la sabiduría de grupos mucho más amplios de lo que podría hacer un único grupo compuesto por un número limitado de escritores a sueldo.
Will Hutton ha argumentado que los análisis de Surowiecki se aplican no sólo a temas objetivos sino incluso a juicios de valor, donde las decisiones del grupo "emergen de nuestro conjunto de voluntades libres [resultando] sorprendentemente... decentes". Concluye que "no hay mejor posibilidad para la pluralidad, la diversidad y la democracia, junto a una prensa genuinamente independiente".
Actualmente se pueden encontrar aplicaciones de la sabiduría de los grupos en tres categorías generales: mercados de predicción, métodos Delphi y extensiones del sondeo de opinión tradicional. La aplicación más común es el mercado de predicción, un mercado especulativo o de apuestas creado para realizar especulaciones verificables. Las apuestas son valores monetarios asignados a resultados concretos (por ejemplo, el Candidato X ganará la votación) o parámetros determinados (por ejemplo, los ingresos del siguiente cuatrimestre). Los precios de mercado en un momento dado se interpretan como predicciones de la probabilidad de un evento del valor esperado del parámetro. NewsFutures es un mercado de predicción internacional que genera probabilidades consensuadas para eventos de las noticias. Consensus View predice el comportamiento de mercados financieros, incluyendo stocks, futuros y cambio de moneda. InnovateUs es un mercado de ideas para empresas donde la opinión consensuada de los empleados predice el potencial de mercado de nuevas ideas. Los métodos Delphi son herramientas de agregación de la información que incluyen la noción de Hutton de los juicios además de resultados verificables. Dialogr es un método Delphi que elicita, enjuicia y agrega el valor colectivo de las ideas. Los sondeos de opinión son encuestas de opinión con una formulación especial; habitualmente se diseñan con el objetivo de ser representativos de las opiniones de una población, aunque los valores se obtienen preguntando a un grupo pequeño y luego extrapolando las respuestas a un grupo más amplio. El sondeo de opinión Opinion Republic es un experimento para capturar la opinión pública y facilitar la convergencia hacia las opiniones más comúnmente aceptadas.